# Левин, Ицхак Меир
Ицхак-Меир Левин (ивр. יצחק מאיר לוין‎, пол. Izaak Meir Lewin; 30 января 1893 года, Гура-Кальвария, Российская империя — 7 августа 1971 года, Иерусалим, Израиль) — израильский и польский религиозный и политический деятель. Депутат Сейма Польши, депутат Кнессета Израиля, Министр благосостояния Израиля, глава польского отделения «Агудат Исраэль», глава Всемирной лиги «Агудат Исраэль».

## Биография
Ицхак Меир Левин родился в городе Гура-Кальвария, в семье раввина Ханоха Цви Хакоэна Левина, бывшего главным раввином города Бендзин, и Фейги, дочери гурского ребе Йехуды Арье Лейба Альтера. Женился на Дворе Матиль Альтер, племяннице другого гурского ребе, Авраама Мордехая Альтера.
Обучался в иешиве гурских хасидов, где получил смиху раввина. В 1930 году был избран лидером польского отделения партии «Агудат Исраэль». В 1937 году на всемирном съезде партии в Мариенбаде, был избран в состав её центрального управления. Также стал одним из двух председателей президиума партии. В 1939 году избран главой всемирной лиги «Агудат Исраэль». Один из организаторов сети школ «Йесуд Ха-Тора» для мальчиков и «Бейт-Яаков» для девочек.
В 1937 году стал депутатом польского Сейма от партии «Агудат Исраэль», сменив в Сейме другого представителя партии. На выборах 1938 года снова избран депутатом Сейма от Варшавского избирательного округа. Оставался депутатом Сейма до его роспуска немецкими оккупационными властями в 1939 году. После поражения Польши, занимался вопросами эмиграции варшавских евреев в подмандатную Палестину, оставаясь (до 1940 года) главой польской «Агудат Исраэль».
В 1940 году эмигрировал в Палестину, где продолжил активное участие в партии. В период Холокоста, был активным участником «Комиссии спасения», под председательством бывшего противника Агудат Исраэль в Сейме, Ицхака Гринбойма. Был членом «Народного правления», в должности министра благосостояния, и членом Временного государственного совета. Один из подписантов Декларации независимости Израиля. На самом провозглашении независимости не присутствовал, так как находился в рабочей поездке в США, поэтому декларацию подписал позже.
Был первым министром благосостояния Израиля, оставаясь на этой должности в составе временного правительства и трёх первых правительств Израиля. 18 сентября 1952 года подал в отставку с поста министра, по причине протеста Агудат Исраэль против обязательного призыва женщин в армию и против государственной службы для женщин.
Ицхак Меир Левин был одним из организаторов переговоров между светским руководством ишува и религиозными кругами, закончившимися подписанием «Письма о статусе-кво», гарантирующем иудейский характер государства, религиозное подчинение гражданских состояний (брака, кашрута, соблюдения субботы). Активно добивался получения учениками иешив освобождения от призыва. Был одним из основателей газеты ультраортодоксальных религиозных кругов «Ха-Модиа». Добивался признания государством религиозного образования и был одним из основателей отдельной сети школ Агудат Исраэль. Добивался признания государством сети школ Талмуд-тора Старого ишува.
Был членом первой в истории Израиля правительственной комиссии — по проверке расстрела «Альталены». После того, как Голда Меир стала премьер-министром Израиля, высказал от имени Агудат Исраэль протест, против назначения женщины руководителем государства.
Был депутатом Кнессета с первого по седьмой созывы. Во время первого заседания седьмого созыва, открывал Кнессет на правах старейшего депутата. Но по причине болезни, его работа в этом созыве, была очень ограниченной.
Умер 7 августа 1971 года. Похоронен на участке гурских хасидов на Масличной горе в Иерусалиме.
Его сын, Йехуда Арье Лейб, был первым главным редактором газеты «Ха-Модиа». Другой его сын, Фишель, стал атеистом. Зять Ицхака Меира, Моше Шинфельд, активист Агудат Исраэль.